# ジャギ
ジャギは、漫画『北斗の拳』に登場する架空の人物。

## 声の出演
- 戸谷公次（テレビアニメ、格闘ゲーム、パチスロ）
- 大塚周夫（1986年劇場版、PS版ゲーム）
- 千葉繁（『激打3』、『ぱちんこCR北斗の拳』TVCM）
- デビット伊東（『真救世主伝説 北斗の拳』シリーズ）
- 岸尾大輔（『真救世主伝説 北斗の拳』シリーズ・少年時代）
- 宮内尊寛（『真救世主伝説 北斗の拳 ユリア外伝』モーションコミックス）
- 青木強（ゲーム版『天の覇王』）
- 高木渉（北斗無双）
- 松本ヨシロウ（DD北斗の拳）
- 矢部雅史（DD北斗の拳2）
- 金光宣明（スマートショック）
- 宇垣秀成（北斗が如く、LEGENDS ReVIVE〈『北斗が如く』コラボ〉）
- 川津泰彦（LEGENDS ReVIVE、Fit Boxing 北斗の拳 〜お前はもう痩せている〜[1]）

## 人物
ケンシロウの義兄。ラオウ、トキの義弟。リュウケンの養子（『極悪ノ華 北斗の拳ジャギ外伝』での設定）。
身長179cm。体重89kg。スリーサイズ：113・91・105。かつては北斗神拳伝承者候補として、義兄弟たちと共にリュウケンのもとで修行に励んでいた。修行時代から、劇中における台詞でもある「兄より優れた弟など存在しない」という思い込みから、弟のケンシロウを自分より下と見て嫌っており、稽古の際に卑怯な手を使って痛めつけることも多かった。実際にはケンシロウの実力は既に彼を上回っており、兄のプライドのためにあえて実力差を明示していなかっただけなのだが、リュウケンにその差を指摘されることがあってもジャギはそれを認めようとしなかった。なお、修行時代から既に部下（手下）を従えていた。
北斗神拳の正統伝承者にケンシロウが選ばれた際、己の拳を封じられることへの恐怖と同時に、前述の「兄より優れた弟など存在しない」という信条から受け入れず、兄であるラオウとトキに「伝承者がケンシロウで良いのか」と問うなど、師匠の決定に一切納得しなかった。その後、ケンシロウに銃を突き付け「親父に謝って伝承者を辞退してこい」と迫るが、暴行を加えたことが災いしてケンシロウの怒りを買い、初めて本気を出したケンシロウの前に手も足も出せず、殺されそうになる。しかし、非情に徹せなかった当時のケンシロウは止めを刺さなかったため、辛くも命を拾い、その場から逃げ出した。
その時にケンシロウに突かれた秘孔の効果により、頭部と顔面が骨格ごと激しく歪み毛髪も一部抜け落ちるなど惨い状態になったため、ボルトなどの金具や血流を補うためのチューブで矯正し、ヘルメットを着用して顔を隠すようになった。頭部を矯正したときには地獄の苦しみを味わったといい、「この傷が痛むたびに」という発言からも断続的に苦痛をもたらしていたことがわかる。またこの醜い傷はジャギにとってトラウマともなっており、偶然ジャギの素顔を見てしまい奇声を上げて怯えた部下を、恨みの発言をしながら殺した。劇場版では秘孔の後遺症のためか、呼吸音も追加された。
ケンシロウに傷を負わされたのは偶然だと思い込んだこと、そして傷自体への恨みと屈辱から、ケンシロウに対して激しい復讐心を抱くようになり、手始めとしてユリアに想いを寄せていたシンを唆し、ケンシロウと敵対させ、ユリアの強奪を初めとする悪事を犯させる。
ケンシロウが各地の野盗や軍閥、ついにはシンも倒し、救世主と崇められているのを知ると、自ら胸に北斗七星を模した7個の傷を刻み、ヘルメットで素顔を隠していることを利用してケンシロウの名を騙り、「俺の名を言ってみろ」と叫びながら、レイの村の殲滅とアイリ誘拐を初めとした数々の暴虐を行っていき、ケンシロウの評判を貶めおびき寄せることにした。このために胸に7個の傷のある胸像まで作っている。
ケンシロウとの戦いでは、非情さを身につけ、全く隙をなくしたケンシロウに自身の北斗神拳や凶器を用いた戦法が通用しないことを知ると、ヘリコプター用ガスタンクを使った火災でケンシロウの逃げ場を奪う。勝利を確信したことからシンを焚きつけたのが自身であることを明かすが、真実を知ったケンシロウは怒りで床を砕き、炎から脱出する。今度は南斗聖拳でケンシロウに攻撃を仕掛けるもそれすらも通用せず、さらに反撃でケンシロウから醒鋭孔を食らって全身の痛覚がむき出しにされた状態で、ケンシロウが放つシンの分、ユリアの分、マコ兄弟の分、ケンシロウ自身の分を込めた攻撃を受けたジャギは矯正箇所の金具やチューブがはじけ飛び、脳が露出し、次いで全身が砕け散るという無惨な末路を迎えた。だが死に瀕しながらも、ラオウやトキの生存を示した上で「これが貴様の地獄行きの旅の始まりだ」と言い放ち、最期までケンシロウをあざ笑い続けた。後にアミバと共に、拳王を名乗っていた義兄ラオウの指揮下にあったことがトキによって明らかにされる。
トキの言によるとジャギはケンシロウやラオウと同じくユリアに惚れていたとされており、実際に「ユリアを手に入れたのも憎しみのひとつ」と本人も発言していたが、原作劇中ではユリアと相対する場面が無いため詳細は不明。一方、『北斗の拳ユリア外伝 慈母の星』では予知能力を持っているユリアに対し、世話係のサラの父親がいた南斗の寺院が火事に遭ったことを伝えてから、予知能力があるのに防げなかったことを非難した。また、『真・北斗無双』の幻闘編ジャギの章では、リュウケンから北斗寺院にやって来たユリアの護衛を他の兄弟共々命じられた後で、「今も昔もあの女は疫病神同然」と不快感を抱き、彼女を暗殺しようとしたサウザーが放った暗殺者を倒した後でユリアを責め、さらに愛を否定する精神から、ケンシロウたちに「お前らが何もかもめちゃくちゃにしてんだ！兄者達も、シンも、俺達全員を不幸にな！お前らのせいで南斗も北斗も終わりだなおい！」と吐き捨てた。
『真・北斗無双』の幻闘編では、「いくら修行して強くなっても誰も自分を愛してくれない」と養父のリュウケンにぶつけ、リュウケンの「わが子のように思っていた」という「嘘」から「愛なんてねぇ！どこにもねぇじゃねえか！」と真っ向から愛を否定している。ジャギの過去を重点的に描いた『極悪ノ華』では、四兄弟の中でジャギは修業に参加するのが最も遅かったのだが、これは四兄弟の中でジャギのみ唯一「伝承者候補」ではなく、リュウケンの「家族」として引き取られたが故の、「息子には過酷な運命を与えたくない」と言う愛情の結果であった。また暴走族リーダーの妹・アンナと交流を持ち、相愛の仲となったが、そのアンナを最悪の形で失ってからは精神が崩壊する。さらに伝承者争いに敗れたことや頭部の傷、ラオウの覇気やフドウの鬼気による影響などが加わり原作と同じ狂暴な人物へと変貌を遂げる。なお本作でもユリアと対面しているが、ジャギはそっけなくあしらうだけだった。

## 伝承者候補として
北斗四兄弟の三男として、長兄のラオウ、次兄のトキ、末弟のケンシロウと共に北斗神拳の伝承者候補だったが、コウリュウの「ラオウ・トキ・ケンシロウの北斗三兄弟」という台詞以降「北斗の兄弟」を語る上で除外されている。これはケンシロウとラオウ・トキ兄弟のいずれもが、「仮に別の時代に生まれていたならば、それぞれが北斗神拳の伝承者として恥じない一時代を築くことになったであろう」実力を備えていたことから起因する。ジャギは実力はもとより、人格的にも先の3人より大きく遅れを取っていたのが実情である。
リュウケンはジャギのような人物をなぜ養子にしたか、という疑問に対しては、週刊少年ジャンプ特別編集の解説書『北斗の拳 SPECIAL』（1986年）で、「破壊者になったのは伝承者争いに敗れたからであり、元々は拳法の才能豊かな人物だった」とフォローしつつも「北斗神拳の伝承者争いには、兄弟間を競い合わせるためにジャギのような毒が必要だったから」と解説されている。
ただしジャギに伝承者の資格が全くないわけではなく、そもそもリュウケンにはジャギたち4人の他にも多くの門人がいた。その内の一人のキムは、明確に北斗神拳の伝承者候補として育てられたが、才能不足を理由に破門されている。しかしジャギがリュウケンから破門された描写はなく、ケンシロウらに劣るとされても伝承者として不足とは評されなかった。回想シーンではケンシロウやリュウケンを前に、自分が北斗神拳の伝承者になれば「北斗神拳はさらに強くなる」と主張している。
全く他人を認めていないというわけでもなく、ケンシロウに対しては終生嫌悪し伝承者としても認めていなかったが、その前にトキが伝承者と見込まれていたことに対しては「ジャギでさえ認めていた」とケンシロウが述べている。
『極悪ノ華 北斗の拳ジャギ外伝』では彼の入門や修行に関するエピソードが描かれている。ジャギは4人の中で最も早くリュウケンの養子となっているが、伝承者候補として認められず、拳法の修行の開始が一番遅かった。これはリュウケンが両親を失い孤児となったジャギを「家族」として迎え入れていたため、ジャギを過酷な修行の果てに兄弟と骨肉の争いを繰り広げなければならない伝承者の道へと引き込むのを嫌ったことと、ジャギの拳才の限界を初めから理解していたためである。しかし父親を尊敬しリュウケンの後を継ぐことを熱望していたジャギは諦めず、ラオウやトキに課された修行を真似て自ら修行をしている内に、リュウケンが折れ伝承者候補となった。だが、やがて他の3人に対する才能の格差などから向上心は劣等感へと歪んでいき、世紀末直後の悲劇で狂気へと変貌していく。
また『真・北斗無双』では「誰よりも繊細な心、という所に可能性があったから」という理由になっており、ジャギ自体も今まで一度も修行をサボったことがなかったとされている。

## 一拳法家として
義兄弟に大きく水をあけられているとはいえ、拳法家としては一定の才能と能力を持ち、常人を遥かに凌ぐ力がある。ケンシロウに頭部を破壊される直前、自分の不満に耳を貸さないラオウやトキを前に怒りのあまり素手で鋼鉄の扉をひしゃげさせたり、ケンシロウに秘孔を突かれて腕の筋肉を操作された際、自分で秘孔を突いて解除している。また1人で修行を積んでいたケンシロウの不意を衝いて銃口を突きつける描写があり、ケンシロウからも「闇討ちが得意」と評されるなど、暗殺拳である北斗神拳の使い手としての特性と力量は持っている。さらに「北斗千手殺」「北斗羅漢撃」といった北斗神拳の技も見せている。
加えてケンシロウとの復讐戦では、短期間に習得した南斗聖拳を披露して、技巧者の一面を覗かせている。ケンシロウには「スロー」「シンの足元にも及ばない」と酷評されたが、不意打ちながらケンシロウに傷を負わせ、石像を破壊することなく貫く腕前がある。その南斗聖拳をどこで習得したのかを問うケンシロウに「これから死ぬ貴様に言う必要はあるまい」と答えなかったが、シンから盗み取ったとされている。
また戦いの中で、拳法だけでなく含み針やショットガンなどの武器を用いて「勝てば良い」と言い放っている。レイの妹・アイリを略奪して後に売り飛ばしたり、ケンシロウと戦わせるためにシンを唆して欲望に走らせたりと策を弄する一面もある。
『北斗の拳 イチゴ味』においては南斗対北斗の総力戦において、ユダの副官であり南斗比翼拳の使い手であるダガールを北斗羅漢撃で一蹴する様子が描かれているほか、リュウガから「千の兵を連れるより力になる」と評される、ラオウやトキたちと異なり一度も戦線離脱していないにもかかわらず撃破されなかったなどの実力が描かれている。

## 技
- 北斗千手殺[注 11]
- 北斗羅漢撃
- 南斗聖拳（南斗邪狼撃）

## その他
- 断末魔の叫びは、原作やTVアニメ版などでは「ばわ！」、劇場版では「俺は北斗の伝承者じゃぎぎぎぎぎぎゃー」、パチンコ・パチスロでは単なる叫び声。
- プレイステーションの『北斗の拳 世紀末救世主伝説』では初回購入特典としてジャギ様メタル胸像 - ウェイバックマシン（2001年11月18日アーカイブ分）が製作された他、たのみこむにてジャギのヘルメットが製作された。
- 『真救世主伝説 北斗の拳 ラオウ伝 殉愛の章』ではケンシロウ・トキ・ラオウが「北斗三兄弟」とされ、ジャギの存在が省かれているが、新OVAの『ユリア伝』にはジャギの登場シーンがある。
- 『週刊コミックバンチ』2009年4・5合併号から36・37合併号まで武論尊と原哲夫が原案で、『北斗の拳リュウケン外伝 -JUDGEMENT DAY-』を手がけたヒロモト森一が作画を担当する漫画『極悪ノ華 北斗の拳ジャギ外伝』が連載。ジャギを主人公とするスピンオフ作品で、悪に染まった経緯なども含めて、次第に破壊者となっていくジャギの人生を描いている。
- 『ジャギ外伝』が連載される以前に同誌面で連載されていた『銀の聖者 北斗の拳 トキ外伝』では、トキに恨みを抱くアミバに対してトキに成りすますよう提案し、秘孔の術などを用いてアミバをトキそっくりの姿に整形する手助けをした。この時、原作でも描かれたトキが修行中のケンシロウを庇って背中に傷を負った件を「余計なことをしてくれた」と酷評している。ただしトキの実力は高く評価しており、戦わずして勝てないことを見抜いて手を引いた[注 12]。また、アミバに秘孔の術のデモンストレーションとして居合わせた部下に本音を言わせる秘孔・新一を突くが、その部下からは「ケンシロウに拘って胸に傷までつける、肝の小さい奴」と言われた。その部下は直後に岩山両斬波で撲殺したが、この時に「仲間といっても腹の内はこんなもの」「欲望に忠実な奴のほうが信用できる」と語っている。またラオウの腹心であるリュウガとは対等な口調で会話をしているシーンがある（仲は険悪であった）。
- ゲーム『北斗無双』では、原作でも愛用していた2銃身ソードオフショットガンを2丁装備し、加えて背中にロケットランチャーを背負った、原作以上に重装備の出で立ちで登場。また、真・伝承奥義「核の炎」でさらにもう1基のロケットランチャーから戦術核ロケット弾を発射するなど、北斗拳士ながら銃火器をとても積極的に用いている。北斗神拳や南斗聖拳はもちろん、プロレス技まで駆使する。また、幻闘編ジャギの章ではアミバと意気投合してケンシロウとトキに復讐するために協力するも、2人の偽者を倒しただけで（偽者が倒された後本物が後からやってきたが、ジャギたちはすでに退却していたので気づかなかった）満足して帰った上、略奪に出向いた先で同じ獲物を狙っていた牙一族などの別の悪党を倒すなどの行いを続けていた結果、アミバ共々「救世主」として称えられ、自分を象った「ジャギ像」とアミバを象った「アミバ像」が並んで崇められるが、2人で長いことケンシロウとトキの名を騙っていた結果民衆からは最後までケンシロウとトキだと間違えられていた。
- 『北斗の拳』の連載35周年を記念して行われた人気投票「北斗の拳 国民総選挙」では、第11位にランクインしている。
- 2023年9月15日、武論尊の出身地佐久市にある佐久平駅のコンコースに、連載開始から40周年を記念して胸像が設置された[3][4][5]。

## 挿話
- 名前の由来について原作者の武論尊は、邪悪の「邪」[6]、担当編集者の堀江信彦は「邪気がつまった奴」と答えている[7]。また、武論尊はインスピレーションで「邪気」からとったと語っている[8]。
- ジャギの名にまつわる事柄では、ロックバンド聖飢魔IIの初期構成員だった三代目ドラマーの古川徹が、世を忍ぶ仮の姿で『ジャギ古川』と名乗っていた[9]。
- 武論尊が北斗四兄弟の中でケンシロウの次に発案したキャラクターである。「ケンシロウは“拳四郎”だから、上に3人の兄がいるに違いないと閃いたんだよ。だから、ジャギは『北斗の拳』の重要なキーパーソン。ジャギがいなかったら、ラオウもトキも思い付かなかった。ラオウやトキは後付けで生まれたキャラクター（笑）」と語っている[10]。
- 武論尊はジャギが一番好きなキャラクターだと語っている[11]。理由として「性格が俺にそっくり」、「確信的な悪の思想を持った奴の台詞は書いてて楽しい」からだという[12]。武論尊が2013年に発表した人生指南本『下流の生きざま』の表紙のイラストはジャギが飾っており、煽り文は「ジャギのようにしぶとく生きろ!」である。
- 作画の原哲夫が『森田一義アワー 笑っていいとも!』出演時に「予想通りに描けたお気に入りのキャラクター」としてあげている[13]。
- ケンシロウを演じた神谷明はジャギに関して、『北斗の拳』の中で一番嫌いなキャラと答えている[要出典]。